# 國家憲兵 (法國)
國家憲兵（法語：Gendarmerie nationale）是法國的兩支警察部隊之一，另一支是國家警察。法國憲兵已改隸於內政部，但仍然另外負責國防部的任務，擔任法國軍隊的憲兵工作，負責執行警務，維持公共安全。

## 历史
国家宪兵是法国最古老的国家机构之一，它可以追述到中世纪的军事组织 Maréchaussée。国家宪兵在大革命前一直拥有特别法权。1720年，Maréchaussée象征性地歸屬国家宪兵管理。1941年，在凡尔赛宫国王广场建立一座国家纪念碑以纪念宪兵。

## 职能
国家宪兵的主要执法职能包括：
1. 主要在2万人以下的乡村和城镇担任警務。
2. 部分犯罪案件的刑事调查。因法国取消了专门军事审判机构，军人犯罪由普通法院审理，故宪兵的刑事调查自然包括平民和军人。
3. 高速公路巡逻、野外救援、搜索。
4. 骚乱和帮派控制。
5. 公共场所安全警卫。
6. 反恐与人质解救。
7. 高级政要、贵宾安全保护。
8. 海军基地警卫和海岸巡防以及查禁走私、毒品等海上警务。
9. 机场、设施、道路、飞行器安全和管制，民航事故调查。
10. 军事设施守卫。
11. 国家机关警卫。
12. 首都秩序维护。
13. 国家礼宾仪仗工作。
14. 联合国维和行动。

国家宪兵可以针对军人进行纠察执法，有罪案调查机关，除了涉及法军内部的罪案，也可以像警察一样侦查民事案件。

## 部隊

### 地区宪兵（Gendarmerie Départementale）

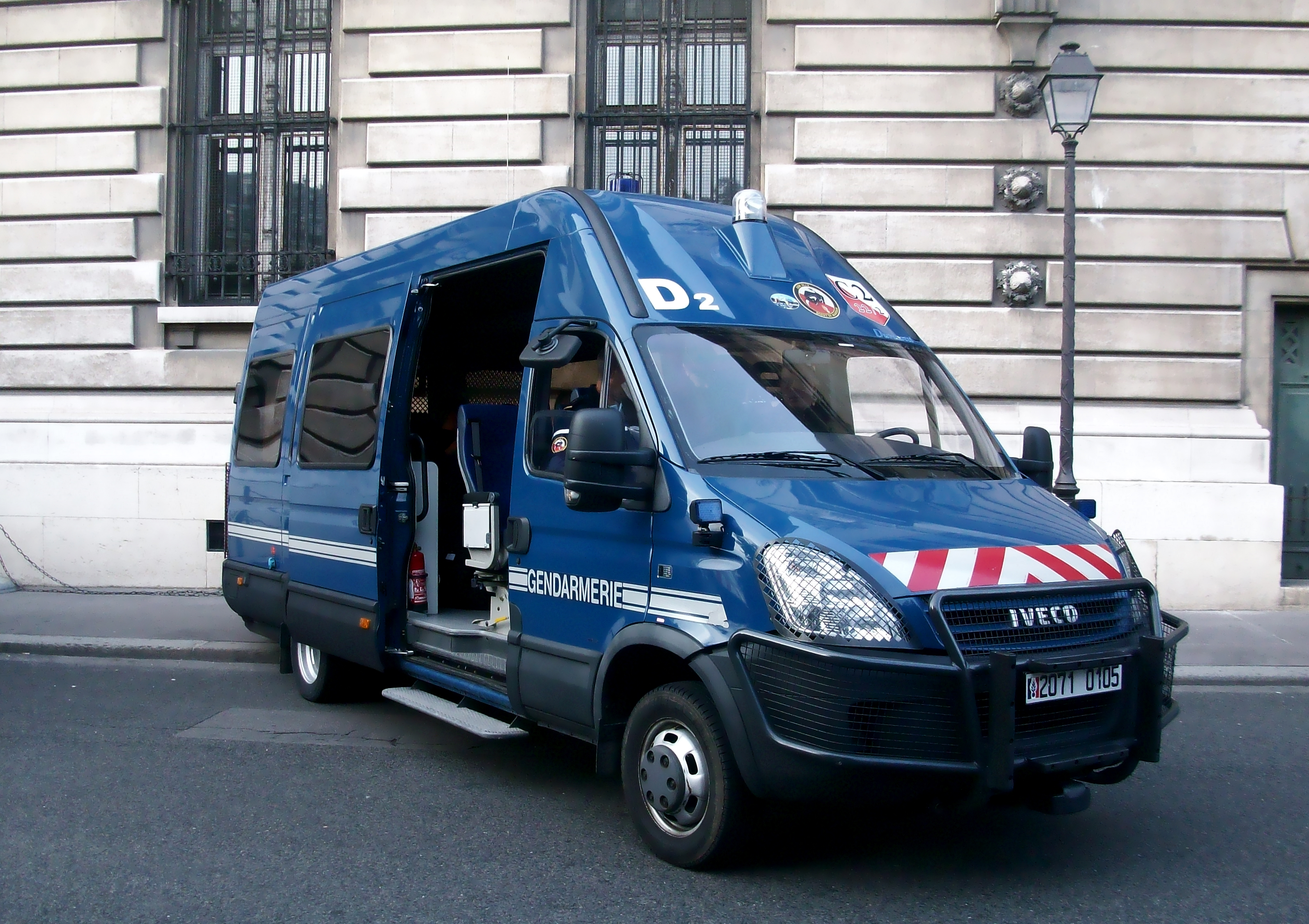
國家憲兵所使用的巡邏車

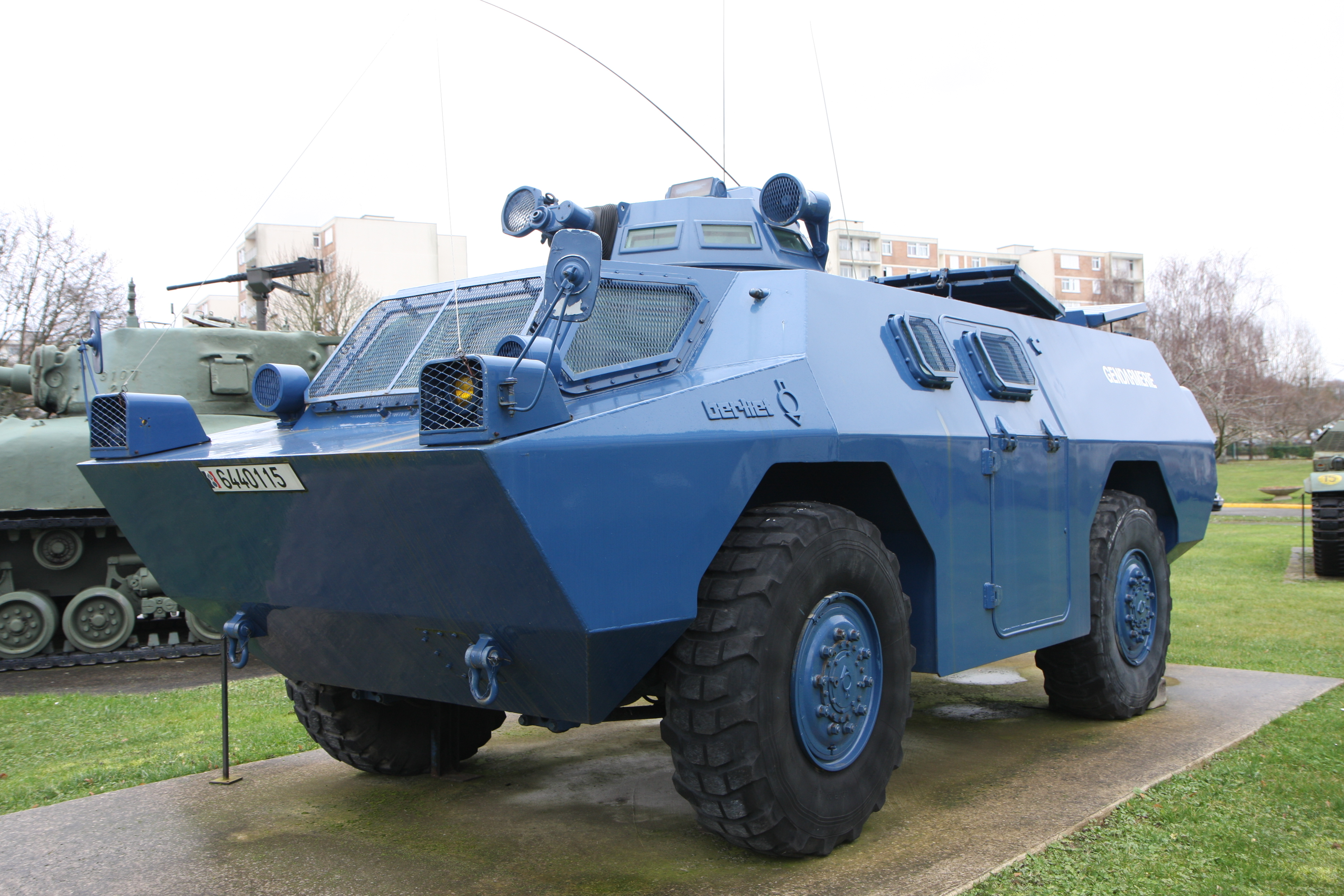
國家憲兵所配備的警用裝甲車

- 大区（Région）内各省下设宪兵分支机关，各自负责辖区内的案件。在每个省内按区—市镇的区划逐级部署宪兵执勤单位。一些人口较少的市镇治安任务完全由宪兵负责。

### 机动宪兵（Gendarmerie Mobile）

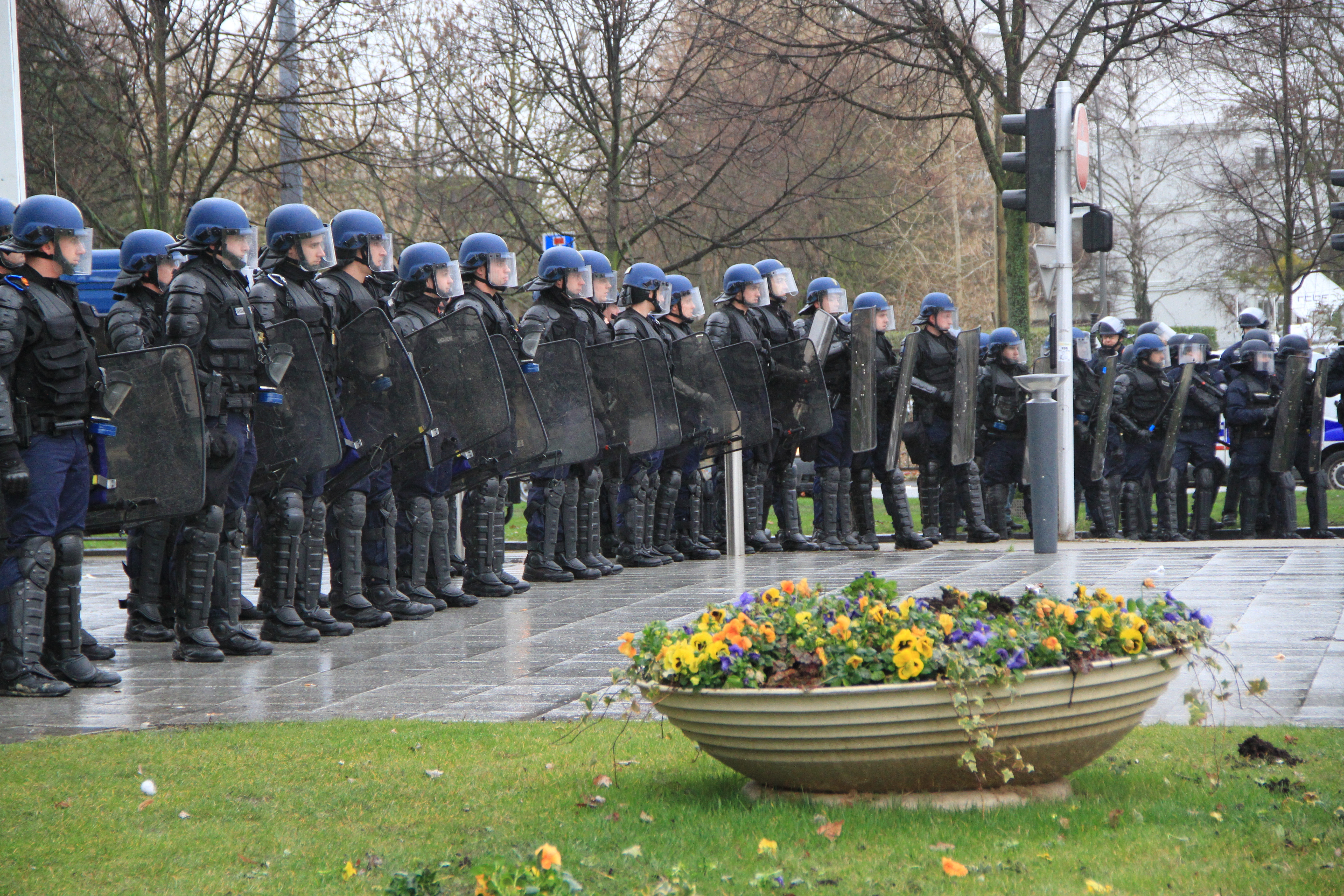
正在執行防暴工作的國家憲兵

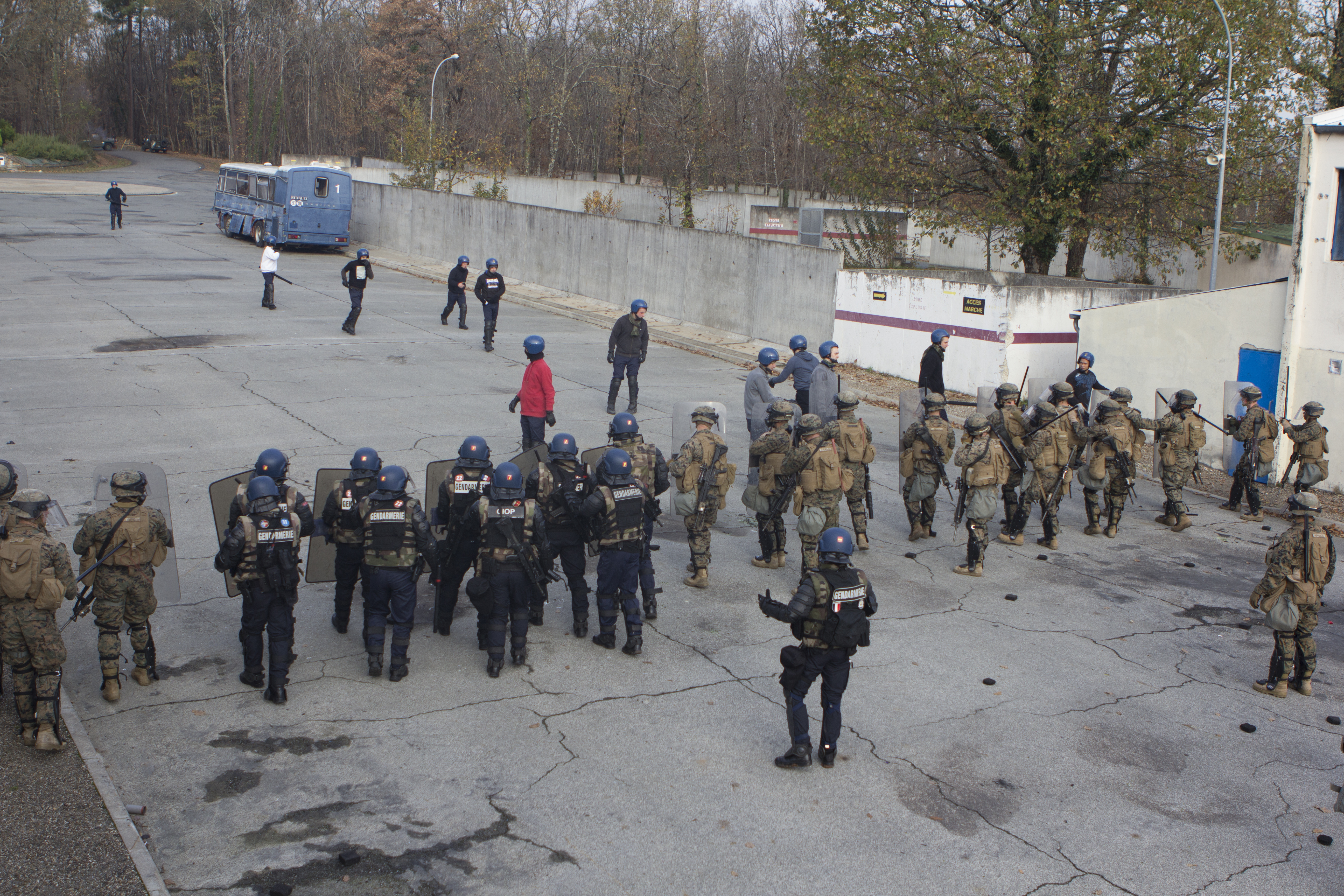
2014年，國家憲兵同美國海军陸戰隊進行防暴演習

- 防暴部队，地区宪兵单位的支援力量。主要作战力量是18个大队（GGM），下辖109个中队（EGM），包括机动宪兵装甲大队和山区中队。

### 航空运输宪兵（Gendarmerie Des Transports Aériens）
- 专门负责民航安全的宪兵单位。驻扎在各机场。

### 国家宪兵干预队（Groupe d' Intervention De La Gendarmerie Nationale）

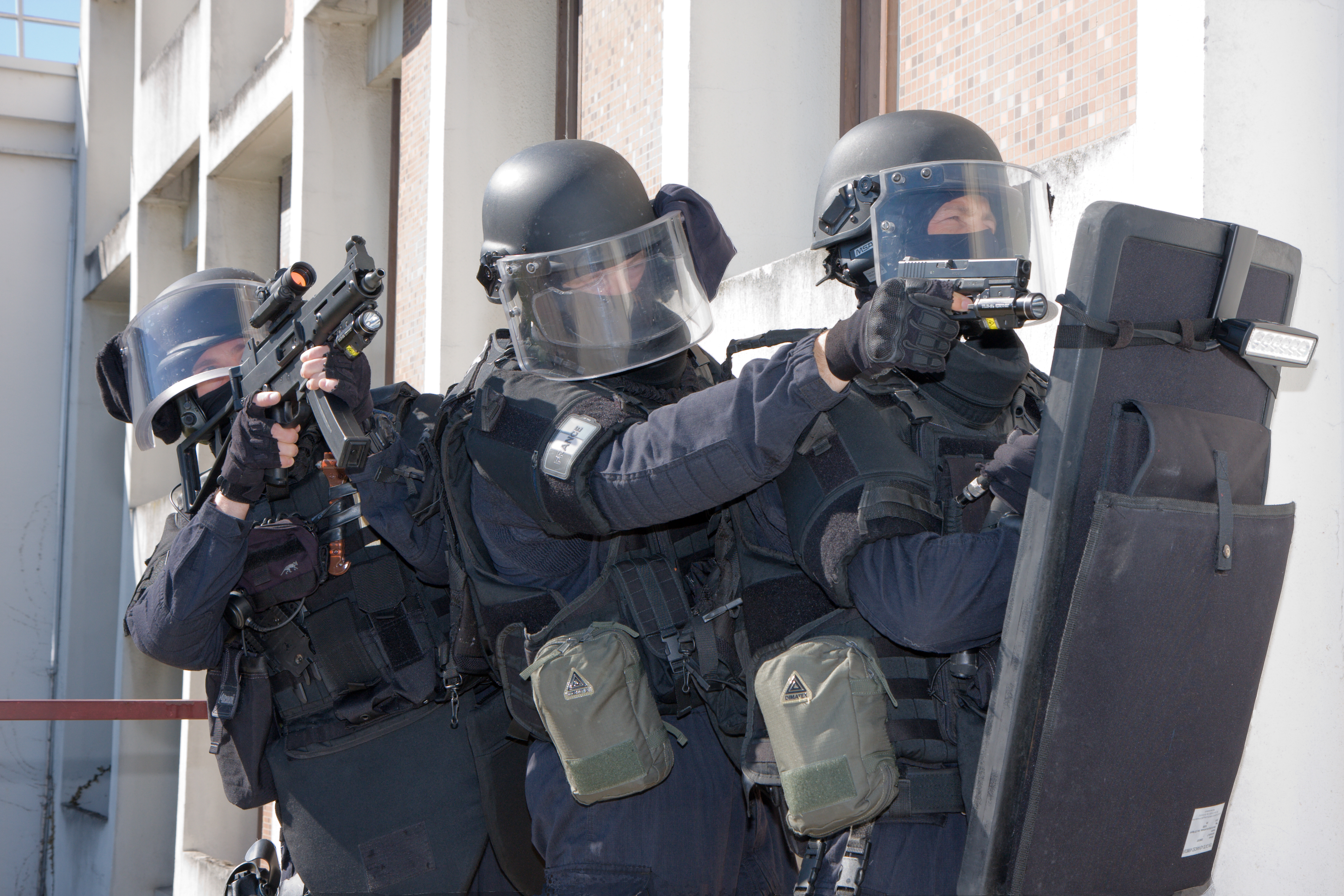
國家憲兵干預組（GIGN）正在進行演練

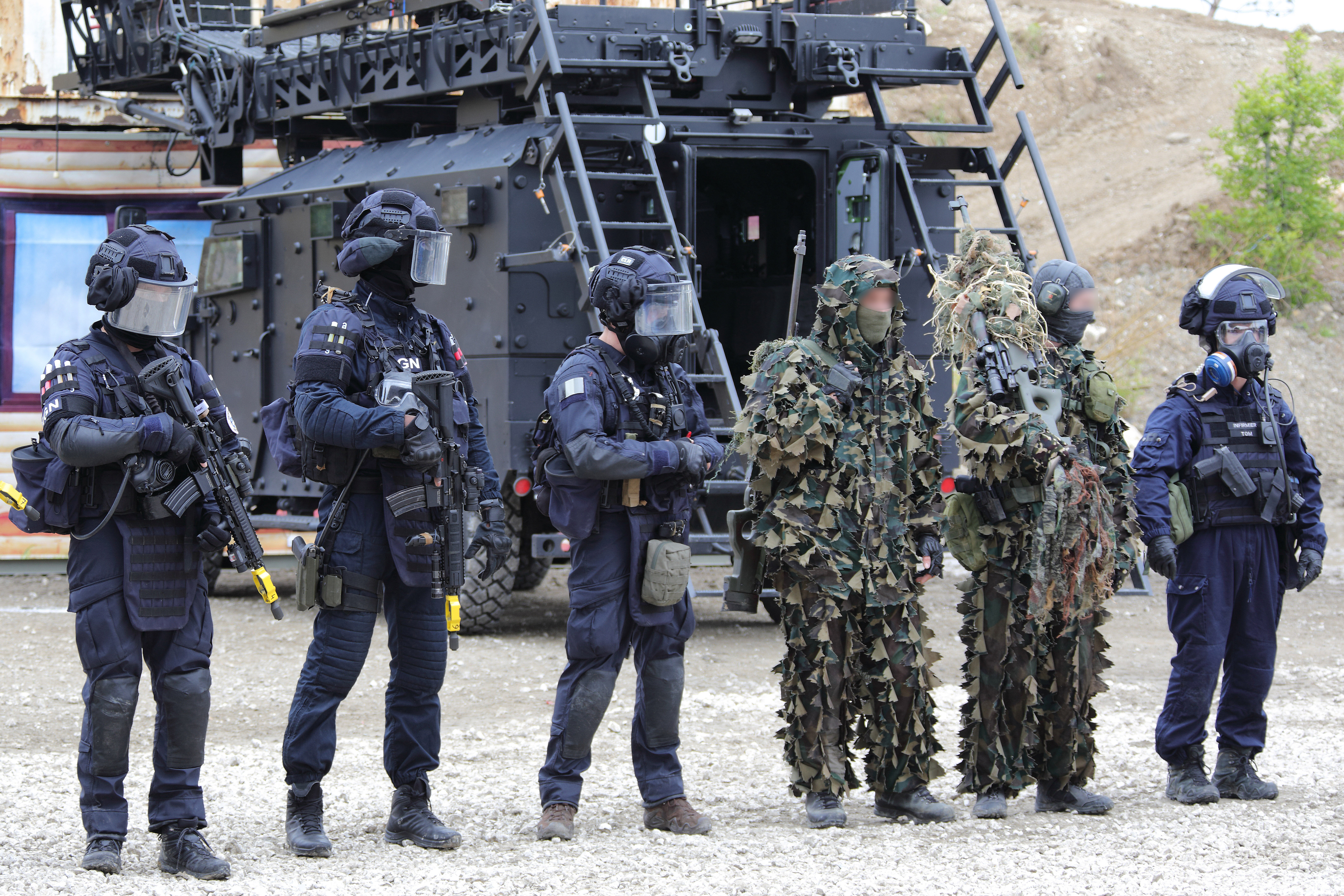
國家憲兵干預組（GIGN）公開展示裝備

- 战术突击单位，总兵力接近1000人，在法国本土与海外设有14个分支。

### 海军宪兵（Gendarmerie Maritime）

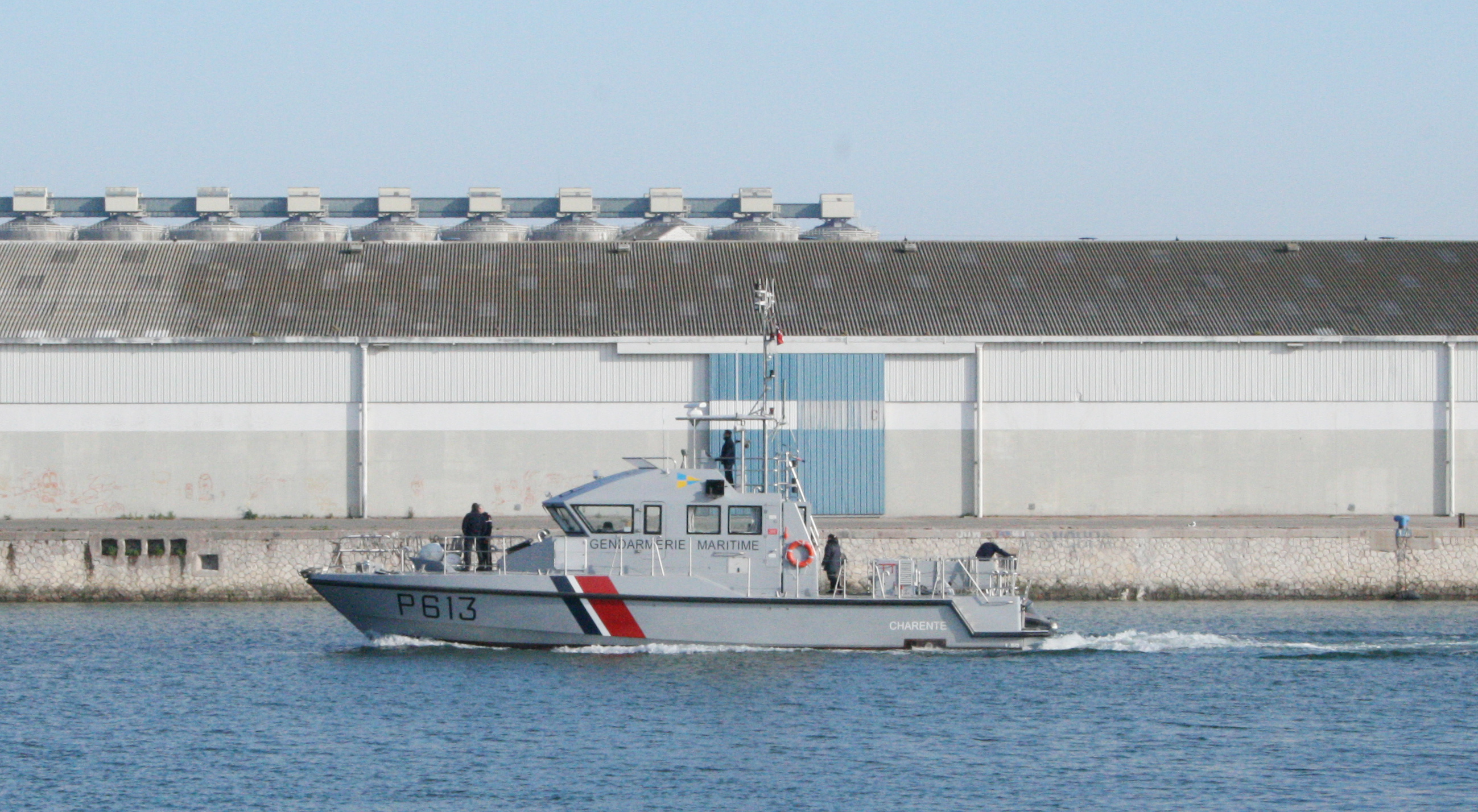
國家憲兵所使用的船隻

- 负责法国海军的执法工作，兼顾海岸警卫队职能。

### 空军宪兵（Gendarmerie De l'air）

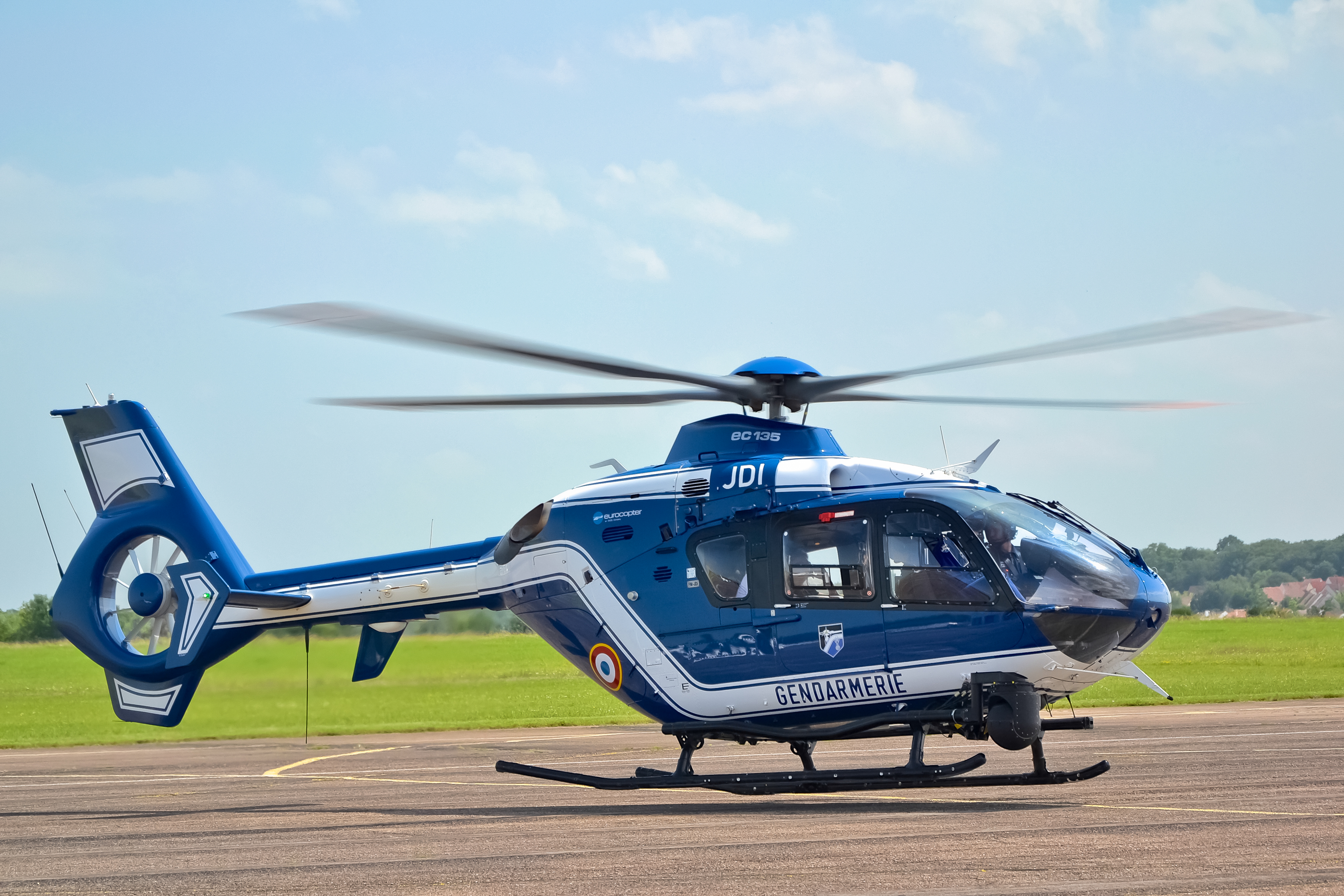
國家憲兵所配備的直升機

- 负责法国空军的执法工作，一些情况下会协助法国海关与边界警察执行任务。

## 外部連結
- 官方網站 （页面存档备份，存于）